# Super Robot Wars
Super Robot Wars (スーパーロボット大戦 'Sūpā Robotto Taisen'?, o Super Robot Taisen, abreviado como SRW) es una saga de videojuegos de estrategia por turnos creados por la compañía de juegos japonesa Banpresto, una división de Bandai Namco, para varias consolas de videojuegos.

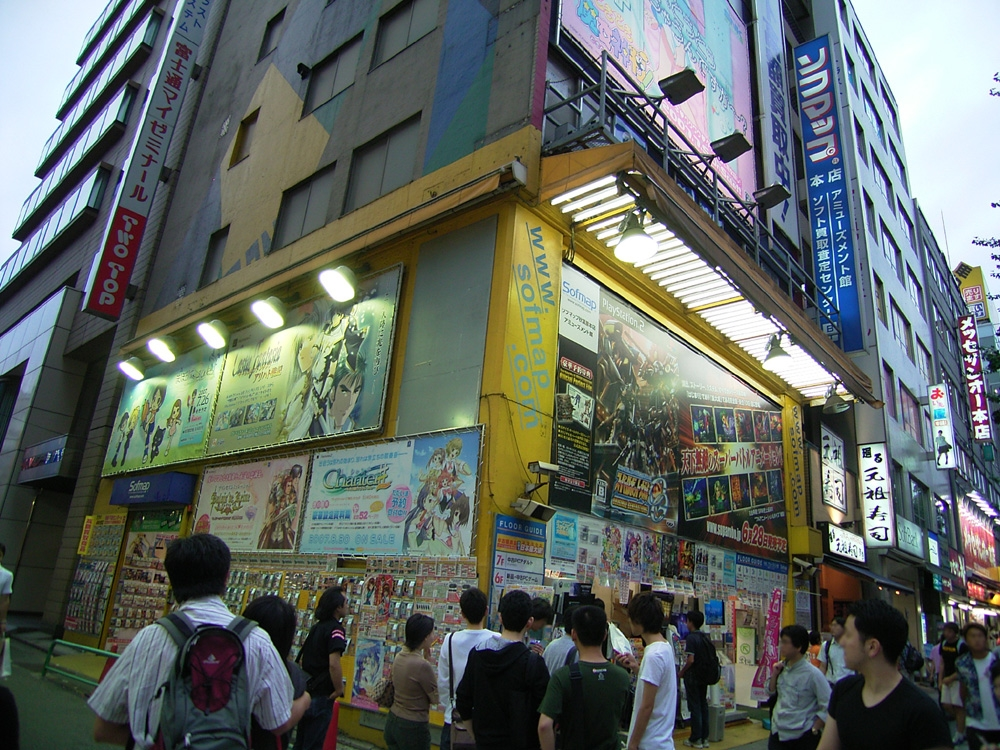
Este es él edificio de súper Robot Wars

La característica principal del juego es que usa varios mechas de múltiples títulos de anime y manga, mezclándolos todos en una simulación de batalla, agregando una trama compleja (y a veces rebuscada) que involucra a sus respectivos personajes, sus historias y trasfondos. Otra característica especial es el menú de juego, que posee una interfaz simple, que puede ser usada por cualquier jugador, incluso si este no sabe japonés.
El primer juego de SRW fue lanzado para el sistema Game Boy de Nintendo en 1991. Las primeras series de mechas que aparecieron en el juego (y son las que han hecho aparición en la mayoría de los juegos) fueron Mazinger Z, Getter Robo, y las primeras encarnaciones de la serie Gundam. Las dos primeras, ambas creaciones del mangaka Gō Nagai y su compañía Dynamic Productions, son representantes de las unidades del tipo "Super Robot", mientras los Gundams -pertenecientes a Sunrise y otras empresas niponas-representan a las unidades tipo "Real Robot".
Como más juegos fueron lanzados al mercado, más personajes, unidades e historias fueron añadidos a los juegos, tanto de series de mechas existentes como unidades originales diseñadas por Banpresto exclusivamente para los juegos. Como el número de series en los juegos incremento, la historia se hizo mucho más complicada.
Algunas de las series que han hecho aparición, como Evangelion y Gundam, son bien conocidas en nuestras tierras, mientras que otras, como Heavy Metal L-Gaim y Brave Raideen, son virtualmente desconocidas.
Debido a que la mayoría del encanto de los SRW reside en el conocimiento del jugador y su familiaridad con las series que aparecen, los juegos son muy populares en Japón. Sin embargo, existe una pequeña pero leal fanaticada de los juegos en otros países, incluidos USA y España, entre muchos otros. Se creía que ninguno de los juegos saldría de las tierras niponas, sobre todo por el complicado embrollo de los derechos de autor y la autorización de licencias (debido a la cantidad de series diferentes que salen en los juegos). Por eso, algunos juegos fueron fandubeados.
El 3 de marzo de 2006, Atlus USA anunció que ellos lanzarían al mercados los dos juegos "Original Generation" en USA, convirtiéndolos en los dos primeros juegos en salir fuera del mercado asiático . El primer "Original Generation" fue lanzado el 8 de agosto y el segundo fue anunciado para el 21 de noviembre.

## Lo básico
La gran mayoría de los juegos de Super Robot Wars aprovechan la inserción de personajes originales, los cuales pueden ser nombrados a placer por el jugador, además de un robot que ha de pilotar, luego este personaje y su robot hacen las veces de hilo conductor con respecto a los eventos de los anime que aparecen en los juegos, todo mientras se modifica la historia y las fuerzas enemigas, conectadas de alguna manera con los personajes originales, enlazándolo todo perfectamente. Normalmente, algunos anime que poseen un argumento en común intervienen en la historia de otros. Por ejemplo, en Super Robot Wars Alpha se combina la historia de Colmillo Blanco de Gundam Wing con la rebelión de Scirocco en Z Gundam, dando como resultado que ambas fuerzas enemigas trabajasen juntas. Generalmente, Banpresto espera al menos tres años luego de que una serie ha finalizado para incluirla en un juego y evitar los spoilers, aunque ha habido excepciones.
Todos los juegos siguen una estructura básica: cuando un nivel comienza, los protagonistas sostienen un diálogo introductorio. Luego del diálogo, la batalla comienza. El jugador puede elegir que unidades desee que luchen, teniendo en cuenta las armas y ”comandos mentales” (llamados espíritus en la versión norteamericana) que va a usar. Muchos juegos poseen skill points (llamados “battle masteries” en la versión norteamericana), que son objetivos opcionales que ofrecen más retos al jugador y afectan la dificultad del juego. Luego de que el jugador termina el escenario, se ven los diálogos finales y se puede acceder al menú del intermedio. Aquí, el jugador puede mejorar las unidades, instalarles partes opcionales, asignar pilotos, grabar la partida y realizar otras opciones antes de poder volver a jugar.
Durante la batalla, el jugador escoge una unidad y realiza una acción según los comandos disponibles (moverse, atacar, usar las habilidades especiales del robot, etc.). Algunas unidades poseen habilidades únicas. Por ejemplo, una unidad como el MSZ-006 Zeta Gundam posee la habilidad de transformarse de una forma humanoide al modo aéreo “wave-raider”, haciéndola única entre unidades que no pueden transformarse o volar.
Las batallas se sostienen en diferentes tipos de terrenos (tierra, mar, espacio exterior, etc.), que afectan el desarrollo de la batalla, pues algunas unidades se mueven o pelean mejor en ciertos terrenos, y tienen todo tipo de dificultades en otros. Los efectos de los terrenos también afectan a los pilotos (por ejemplo, la mayoría de los pilotos de Gundam sobresalen en las batallas en el espacio, pero tienen muchos problemas en una batalla bajo el agua). Además, los terrenos también afectan los ataques de los robots (por ejemplo, la mayoría de las armas de energía de los Gundam y mobile suits se debilitan, y en el peor de los casos, se desactivan bajo el agua. Otro ejemplo son los ataques que necesiten de atmósfera, como el Rust Hurricane del Mazinger Z, que no puede ser usado en el espacio).
Los últimos juegos han sido mejorados para incluir misiones mucho más complejas, añadir características tácticas a los juegos, como ataques de soporte o defensa, o ataques entre dos o más unidades. Además, juegos que han salido para consolas como Nintendo, PlayStation, Dreamcast, etc., incluyen animaciones de batalla estilo anime, muy completas y con gráficas muy detalladas (algunos juegos como Super Robot Wars Alpha para la Dreamcast, Super Robot Wars Scramble Commander para PlayStation 2, y Super Robot Wars GC para Nintendo GameCube incluyen gráficos en 3-D), personajes con voz dada por actores de voz (seiyuu) famosos y la música original de las series de mechas. Algunos juegos incluyen videos en CG que muestran la aparición de mechas en momentos cruciales o la secuencia de transformación durante una batalla.
En la mayoría de los juegos, la mayor parte de las misiones se basan en el argumento específico de las series de mechas que aparezcan en el juego. Esto asegura que algunas acciones del jugador sigan pasos específicos de los eventos ocurridos en las series de mechas para cumplir las misiones o adquirir una nueva unidad. En algunos casos los eventos están predeterminados y ocurrirán sin importar las acciones del jugador, y algunas veces alguna acción llevara al jugador a un nuevo evento o lo evitara. Muchos juegos tienen el sistema de rutas separadas, en el que los equipos se separan para lidiar con diferentes problemas y el jugador escoge la serie de eventos que quiere que ocurran en el juego.
Un notorio y popular aspecto de los SRW es el hecho de que los protagonistas mueran raras veces. El jugador tiene la oportunidad de evitar la muerte de uno de los “buenos” que haya ocurrido en su respectiva serie, y en algunos juegos este factor se ha mejorado a tal nivel, que se evitan las muertes heroicas sin necesidad de que el jugador haga un esfuerzo extra. Además, el jugador puede convencer a algunos enemigos (que generalmente no son muy malos, o poseen un buen corazón) de que abandonen sus malos pasos y se unan al bando del bien. Cuando estas dos características se unen, el jugador tendrá la oportunidad de crear un equipo de héroes que no podría verse en ninguna de las series originales.
Muchos juegos además tienen personajes y unidades ocultos que solo pueden ser obtenidos siguiendo una serie de eventos especiales. Estas incluyen seguir la historia específica de alguna serie, convencer a cierto enemigo varias veces, vencer a ciertos enemigos con ciertos personajes, entre otras. Algunas veces los bonus son simples unidades enemigas pilotadas por los héroes, pero otras son unidades especiales, como el IWSP Pack para el GAT-X105 Strike Gundam.

## Unidades, armas y tácticas
El mayor atractivo del juego es que todas y cada una de las unidades incluidas en el juego son únicas. Mientras que otros juegos de simulación de batalla usan las mismas características para todos sus personajes y/o unidades, en los SRW todos los personajes y unidades son totalmente únicos, y poseen sus ventajas y desventajas dependiendo de la situación. Algunas unidades son mejores en ataques de rango, otras son buenas como apoyo defensivo, otras poseen armas tipo MAP con la que pueden dañar a varios enemigos a la vez, etc.
El Mazinger Z por ejemplo, es un “Super Robot”, posee un gran poder de ataque, una defensa poderosa, capaz de resistir los ataques más fuertes; y armas poderosas como el “Rocket Punch” o el “Breast Fire”, con las que puede destruir a sus enemigos de un solo golpe. Sin embargo, el RX-78 Gundam, un “Real Robot”, es mucho más rápido y ágil que el Mazinger, aunque posee una armadura y un poder de ataque más débiles; puede esquivar con facilidad los ataques enemigos, y su puntería es mucho mejor. No obstante, sus armas son más débiles. Como ventaja, sus armas consumen menos energía, mientras que el Mazinger se queda rápidamente sin energía cuando usa sus poderosos ataques.
Además, el juego te permite intercambiar los pilotos entre mechas similares. Los pilotos son un punto muy importante a la hora de cumplir una misión. Los pilotos protagonistas generalmente son los mejores pilotos. Kamille Bidan y Judau Asta de Z Gundam y ZZ Gundam respectivamente, pueden ser intercambiados de sus respectivos mechas. También lo pueden hacer personajes como Tetsuya Tsurugi y Kouji Kabuto de la serie Mazinger. Todos ellos pueden mejorar sus estados iniciales al ganar puntos de experiencia derrotando enemigos en batalla.
Algunas unidades son tratadas como “unidades de soporte” porque reparan o restauran la energía de otras unidades. La mayoría de estas unidades son muy débiles, tanto en defensa como en ataque, pero llegan a ser de valiosa ayuda en la mayoría de las situaciones. Recargan unidades y en algunos casos, salvan los traseros de los protagonistas. Ejemplos: Aphrodite A y Boss Robot (de la serie Mazinger), el Methus (de Z Gundam), y Ginrei Robo (de los “Especiales Ginrei” de las OVAs de Giant Robo).
Los juegos también incluyen algunas naves de guerra, cuyo propósito principal es transportar las unidades y abastecerlas con municiones y energía. Naves desde la “White Base” de Mobile Suit Gundam y la “Ra Calium” de Char’s Counterattack, hasta la SFD-1 de Macross y la Excellion de Gunbuster son unas de las tantas naves usadas en los juegos.
Los enemigos que han salido en los juegos van desde simples robots controlados por AI y unidades pilotadas por pilotos comunes, hasta poderosas bestias mecánicas y archienemigos pilotando mobile suits. Villanos clásicos del anime, como Char Aznable, los 17 Ángeles de Neon Genesis Evangelion, Master Asia, el Dr. Hell y el General Negro son algunos de los poderosos rivales con los que te encontraras en el juego. Además, algunos de los enemigos se te unirán en el camino (con su propio mecha o sin el) dependiendo de diferentes situaciones: deberás pelear con él cierto número de veces para convencerlo, o se te unirá automáticamente en el trayecto de la trama.

## Influencias
Inicialmente concebido para aumentar los activos del género de anime de mechas, finalmente los SRW comenzaron a influenciar incluso la industria misma del anime. Despertaron el interés de los fanes en los viejos anime de mecha, siendo la primera vez que algunos fanes los veían jugando en los juegos.
Banpresto además lanzó para la Game Boy Advance una versión de SRW llamada “Super Robot Wars Original Generation”, que reúne todos los personajes y mechas originales creados por Banpresto a lo largo de los juegos. Esta versión se ha hecho bastante popular, creando una gran fanaticada de las historias y tramas que rodean a cada uno de los personajes y mechas originales de Banpresto.
El JAM (Japan Animationsong Makers) Project, un grupo de cantantes veteranos como Ichirō Mizuki, Hironobu Kageyama, Rica Matsumoto, Eizo Sakamoto, Masaaki Endou, Hiroshi Kitadani, Masami Okui & Yoshiki Fukuyama, ha contribuido en muchas de las bandas sonoras de los juegos, con remakes de las viejas canciones de anime y con temas y canciones nuevas.
Pero la mayor influencia de los juegos ha sido la creación de series anime influenciados en mechas y personajes creados originalmente para los juegos. El ejemplo de esto son las OVAs de Mazinkaiser lanzadas al mercado en 1999, que fueron inspiradas en el robot del mismo nombre que hizo su primera aparición en “Super Robot Wars F”, lanzado para la Sega Saturn y la PlayStation en 1997. (De hecho, Mazinkaiser es una versión modificada del Mazinger Z, diseñada por Banpresto para dicho juego, siendo una evolución del Mazinger al ser bañado con rayos Getter, provenientes de Getter Robo). Otro es el Shin Getter Robo una unidad basada en el Getter Robo original, creado para el “Super Robot Wars 4”, lanzado para el SNES en 1995. La serie de OVAs llamada Shin Getter Robo: The Last Day fue inspirada en ese mecha.
Un mecha original (inspirado en las máquinas de Aura Battler Dunbine), el Masoukishin Cybuster (traducido también como Cybaster) que apareció por primera vez en el Super Robot Wars 2 para el NES en 1991, fue la base para una serie del mismo nombre, aunque con una historia y personajes totalmente distintos. Para terminar, en mayo de 2005, Banpresto lanzó una serie de 3 OVAs llamadas Super Robot Wars Original Generation: The Animation, basada en los eventos que ocurrieron después del final del Super Robot Wars Original Generation 2. En abril de 2006, Banpresto anuncio el lanzamiento de una serie anime, llamada Super Robot Wars Original Generation: Divine Wars, cuyo primer capítulo fue transmitido el 4 de octubre por TV Tokyo.

## Títulos de Super Robot Wars/Taisen
Los juegos de SRW han sido lanzados para cada una de las consolas disponibles en Japón. 

La siguiente es la lista de algunos Super Robot Wars que han salido para las diferentes consolas (con una pequeña descripción):
(Nota: esta es una lista de los primeros juegos disponibles para cada consola. Algunos títulos han sido relanzados para otras consolas).
(Nota 2: Los juegos que llevan por sufijo "Taisen" significa que son los que no han salido de Japón y los que llevan "Wars" son los exportados a América. (Exclusivamente los dos OG de GBA y el OG: Endless Frontier de DS)

### Nintendo Game Boy/Game Boy Color
- Super Robot Taisen (GB) (20 de abril de 1991): Series debutantes: Getter Robo, Getter Robo G, Mobile Suit Gundam, Mobile Suit Zeta Gundam, Mobile Suit Gundam ZZ, Mobile Suit Gundam: Char's Counterattack, Mobile Suit Gundam F91, Mazinger Z, Great Mazinger. Es el primero de los juegos. Ha sido fandubeado al inglés por AGTP
- 2nd Super Robot Taisen G (GB) (30 de junio de 1995): (remake del 2nd Super Robot Wars, con una interfaz similar a la del SRW4). Series debutantes: Mobile Suit Victory Gundam, Mobile Fighter G Gundam
- Super Robot Taisen Link Battler (GBC) (1 de octubre de 1999): Muy diferente de los otros SRWs, pareciendo más un juego de criar monstruos que uno de estrategia. Conectándolo con el SRW64 después de haberlo pasado, usando el Transfer Pak, se desbloquean varios personajes y mechas ocultos en el juego.

### Nintendo Famicom (Nintendo)
- 2nd Super Robot Taisen (19 de diciembre de 1991):Primer juego en usar un personaje original creado por Banpresto. Fue incluido en la versión SRW Complete Box, para la PlayStation, y es un exclusivo minijuego para la "Famicom Mini" de la GBA, disponible solo como bonus con la compra del SRWGC. Series debutantes: Grendizer

### Nintendo Super Famicom (Super Nintendo)
- 3rd Super Robot Taisen (23 de julio de 1993): El primer SRW en haber sido fandubeado completamente. Primero de los juegos en usar fondos para las batallas, y darles estatus decentes a los pilotos y a las máquinas. Además, este ha sido el primer SRW donde las series debutantes no son solo de Gundam o de Dynamic Productions. Series debutantes: Brave Raideen, Choudenji Robo Combattler V, Daitarn 3, Mobile Suit Gundam 0080: War in the Pocket, Mobile Suit Gundam 0083: Stardust Memory. Incluido en el SRW Complete Box para PlayStation.
- Super Robot Taisen EX (25 de marzo de 1994): Primer SRW que se enfoca en la saga Masoukishin, además de ser el primero en tener un sistema de múltiples escenarios donde las decisiones que tome el jugador afectan el curso de la historia. Primer juego donde el jugador puede mejorar las armas. Series debutantes: Aura Battler Dunbine, Demon God of War Goshogun. Incluido en el SRW Complete Box para PlayStation. (Actualmente está siendo fandubeado por AGTP).
- 4th Super Robot Taisen (17 de marzo de 1995): Primer SRW que trae a un personaje original como protagonista, además de separar las historias de los Super Robots y los Real Robots. Primer SRW que trae ítems que al ser equipados en los mechas afectan su HP y su EN. Además, la mayoría de los escenarios tienen ítems o dinero escondidos en el mapa, y pueden ser recogidos con tan solo moverse sobre el lugar donde está el ítem. Primero en permitir al jugador elegir si quiere contraatacar o defenderse durante un ataque. Debut del Shin Getter Robo. Series debutantes: Tosshou Daimos, Super Bestial Machine God Dancougar, Dunbine OVA, Gundam Sentinel, Heavy Metal L-Gaim, Zambot 3. Fue relanzado con algunas modificaciones en la PlayStation como SRW 4th Scramble.
- Super Robot Taisen Gaiden: The Lord of Elemental (22 de marzo de 1996): Primer título de Super Robot Wars basado totalmente en una historia original. Este juego en particular sigue la historia de la saga Masoukishin. Primero en usar gráficas realistas (no super deformed, como en la mayoría de Super Robot Wars). Además, es el único SRW donde la posición del mecha es importante a la hora de la batalla, puesto que las batallas se desarrollan en un mapa isométrico en vista superior de 3/4. No incluye otras series de anime o manga. (Actualmente está siendo fandubeado por AGTP).

### Nintendo 64
- Super Robot Taisen 64 (29 de octubre de 1999): Usa la animación en 3-D para los fondos, mientras que las unidades son en 2D. Las unidades secretas se adquieren conectándolo con el SRW Link Battler y es el primero en traer ataques combinados. Series debutantes: Giant Robo, Six God Combination Godmars.
- Super Robot Spirits: (1998) Juego de lucha 3D al estilo Street Fighter. Fue un fracaso de ventas en Japón. Incluye las series Aura Battler Dunbine, Chōdenji Machine Voltes V, Dancougar Super Beast Machine God, Invincible Steel Man Daitarn 3, Mobile Fighter G Gundam, Banpresto Originals, Combat Mecha Xabungle.

### Nintendo Game Boy Advance
- Super Robot Taisen Advance (21 de septiembre de 2001): Primer SRW en el que se puede escoger al piloto y al mecha por separado. Series debutantes: Metal Armor Dragonar, Martian Successor Nadesico.
- Super Robot Taisen Reversal (2 de agosto de 2002): Series debutantes: GEAR Fighter Dendoh, Shin Getter Robo vs Neo Getter Robo, The Prince of Darkness (Nadesico).
- Super Robot Wars Original Generation (22 de noviembre de 2002): Primer SRW portátil que muestra ataques animados y un sistema de equipamiento, que le permite al jugador intercambiar las armas de sus unidades para controlar su peso. No incluye ninguna serie de anime o manga salvo las licencias originales credas por Banpresto. Lanzado al mercado norteamericano el 8 de agosto de 2006.
- Super Robot Taisen Destiny (8 de agosto de 2003): Series debutantes: The Big O, Future Robo Daltanius, Shin Getter Robo The Last Day, Macross 7, Megazone 23.
- Super Robot Wars Original Generation 2 (3 de febrero de 2005) lanzado en Norteamérica el 14 de noviembre de 2006. Es una secuela directa de su predecesor SRWOG, continuando su historia y agregando más personajes y licencias originales de Banpresto.
- Super Robot Taisen Judgement (15 de septiembre de 2005): primer SRW portátil que incluye el sistema de "series favoritas" creado en el SRWMX. Series debutantes: Full Metal Panic!, Full Metal Panic? Fumoffu, Mazinkaiser vs Ankoku Daishogun, Tekkaman Blade.

### Bandai WonderSwan/WonderSwan Color
- Super Robot Taisen Compact (28 de abril de 1999) (WS): primer SRW en presentar el Sistema de Selección de Escenarios, que le permiten escoger al jugador el orden de los escenarios que va a jugar. Series debutantes: God Bless Dancougar.
- Super Robot Taisen Compact 2 (Part 1) Chijou Gekidouhen (30 de marzo de 2000) (WS): Series debutantes: Dangaioh, Ninja Robot Tobikage.
- Super Robot Taisen Compact 2 (Part 2) Uchuu Gekishinhen (14 de septiembre de 2000) (WS): Series debutantes: Machine Robo: Revenge of Cronos.
- Super Robot Taisen Compact 2 (Part 3) Ginga Kessenhen (18 de enero de 2001) (WS)
- Super Robot Taisen Compact for WonderSwan Color (13 de diciembre de 2001)(WSC): Remake del Super Robot Wars Compact, incluye gráficas a color.
- Super Robot Taisen Compact 3 (13 de julio de 2003)(WSC): Series debutantes: Acrobunch, Betterman, Tenkuu no Escaflowne, Mechander Robo.

### Sega Saturn
- Super Robot Taisen F (25 de diciembre de 1997): Un remake parcial del SRW4, con un cambio en la trama y refleja el incremento de la capacidad de un CD sobre los Cartuchos. Series debutantes: Neon Genesis Evangelion.
- Super Robot Taisen F Final (13 de abril de 1998): Continuación del Super Robot Wars F. Este juego marca el final de la continuidad clásica de los SRW. Debut del Mazinkaiser. Series debutantes: Top o Nerae! Gunbuster, New Mobile Report Gundam Wing: Endless Waltz, Space Runaway Ideon.

### Sega Dreamcast
- Super Robot Taisen Alpha for Dreamcast (30 de agosto de 2001): Remake del SRW Alpha, con gráficas en 3-D y con un mayor grado de dificultad. Incluye al G-Breaker, un robot del Sunrise Eiyuutan de Bandai, que no estaba incluido en la versión de PlayStation.

### Sony PlayStation
- 4th Super Robot Taisen Scramble (26 de enero de 1996): Remake del SRW4, incluyendo por primera vez voces para los personajes y películas en CG.
- Shin Super Robot Taisen (27 de diciembre de 1996): Incluye imagines en tamaño completo (de momento el único SRW en hacerlo), y fue el debut de la saga original Chouki Taisen SRX. Series debutantes: Blue Comet SPT Layzner, Choudenji Machine Voltes V, Daikuu Maryuu Gaiking, Muteki Robo Trider G7, New Mobile Report Gundam Wing.
- Super Robot Taisen F (10 de diciembre de 1998): Remake del Super Robot Wars F de Sega Saturn, con algunas mejores con respecto a la versión del Saturn, es un arreglo de SRW4, un retelling de dicha historia.
- Super Robot Taisen F Final (15 de abril de 1999): Remake del Super Robot Wars F Final para Sega Saturn y termina los hechos narrados en el previo SRWF.
- Super Robot Taisen Complete Box (10 de junio de 1999): Remake de los SRW 2, 3 y EX, usando un sistema similar al de los F y Final, su segundo disco incluye una enciclopedia de mechas, videos en CGI y un sistema de juego para dos jugadores, usando equipos predeterminados.
- Super Robot Taisen Alpha (25 de mayo de 2000): El primer SRW en incluir ataques totalmente animados, la capacidad de apagar las animaciones de batalla y una historia más compleja y compenetrada con los originales de turno. Además, es el primer SRW en incluir el sistema de Skill Points. Series debutantes: The End of Evangelion, Mobile Suit Gundam F90, The Super Dimension Fortress Macross, The Super Dimension Fortress Macross: Do You Remember Love?, Macross Plus.
- Super Robot Taisen Alpha Gaiden (29 de marzo de 2001): Primer SRW en incluir el sistema de los robots de apoyo defensivo/ofensivo. Además, es el primero donde las armas son mejoradas simultáneamente. Series debutantes: After War Gundam X, ∀ Gundam, Blue Gale Xabungle, Ginga Senpuu Braiger (Ha sido traducido por AGTP).

### Sony PlayStation 2
- Super Robot Taisen Impact (28 de marzo de 2002): Primer SRW en la PS2, es una compilación extendida de los juegos Compact 2 lanzados para la WonderSwan.
- 2nd Super Robot Taisen Alpha (27 de marzo de 2003): primer SRW en usar el Sistema de Equipos, que permite al jugador hacer equipos de 4 unidades para que participen en las batallas. Series debutantes: Brain Powerd, Crossbone Gundam, The King of Braves GaoGaiGar, Steel Jeeg.
- Super Robot Taisen Scramble Commander (6 de noviembre de 2003): Primer SRW de estrategia en tiempo real. Utiliza gráficos realistas en 3-D.
- Super Robot Taisen MX (27 de mayo de 2004): Primer SRW en incluir el Sistema de Favoritos, que permite a todos los pilotos del equipo incrementar su límite de experiencia. Originalmente estaba planeado que fuera una secuela de Impact. Series debutantes: Hades Project Zeorymer, RahXephon.
- Super Robot Taisen Scramble Commander 2 the second Segundo SRW de estrategia en tiempo real. Utiliza gráficas realistas en 3-D y posee una innovación en el control de movimiento de los mechas que ofrece una mayor libertad de estrategia, otorgando el control real de movimiento en una unidad específica.
- 3rd Super Robot Taisen Alpha to The End of the Galaxy (28 de agosto de 2005): El final de la continuidad Alpha. Series debutantes: Cyber Troopers Virtual On: Oratorio Tangram, Cyber Troopers Virtual On: Marz, The King of Braves GaoGaiGar FINAL, Mobile Suit Gundam SEED.
- Super Robot Wars Original Generations (28 de junio de 2007): Un remake mejorado de los dos Original Generation para GBA. Incluye unidades y personajes de otros juegos de Banpresto/SRW: el Compatible Kaiser de Great Battle, la serie Excellence de SRW Reversal, y los Dioses Shura de Super Robot Wars Compact además de nuevas unidades originales para el juego. Además, se adaptado a la historia de la serie de TV Super Robot Wars OG: Divine Wars, el incluye el Retcon de las tres OVAs SRW OG: The Animation, al incluir mechas y datos que lo soporten, haciendo finalmente una de estas para incluirlas a la historia canónica del juego.
- Super Robot Wars Original Generations Gaiden (27 de diciembre de 2007) continuación de la saga OG, que expande y finaliza la historia que estaba incluida en el OGs. Además, incluye un minijuego de cartas y un modo de batalla libre.
- Super Robot Taisen Z (25 de septiembre de 2008): El primer SRW clásico bajo el sello "Namco Bandai" y es el juego con el mayor número de series debutantes hasta la fecha. También es el primer SRW en mostrar diferencias en los ataques dependiendo de tu situación y la de tu enemigo (Mar-Tierra-Aire). Series debutantes: Super Dimensional Century Orguss, Super Heavy God Gravion, Super Heavy God Gravion Zwei, Genesis of Aquarion, Psalm of Planets Eureka Seven, Overman King Gainer, Space Warrior Baldios, Space Emperor God Sigma, The Big-O: 2nd Season.
- Super Robot Taisen Z: Special Disc  (5 de marzo de 2009) Una "expansión" del juego anterior. Incluye misiones extra y los modos "Challenge Battle", "Battle Viewer" y "Special Theater". También incluye una unidad exclusiva llamada "XAN", que es una variación de King Gainer.

Este disco no incluye el juego original y el contenido dependerá de lo que se haya obtenido en el original.

### Nintendo GameCube
- Super Robot Taisen GC (16 de diciembre de 2004): Series debutantes: Ginga Reppuu Baxinger, Ginga Shippu Sasuraiger, Saikyo Robo Daioja, Mazinkaiser (Anime OVA), Zettai Muteki Raijin-Oh.

### Nintendo Wii
- Super Robot Taisen Neo (29 de octubre de 2009): Tercer SRW en usar gráficas en 3-D. También es el primer SRW en no usar unidades del tipo Real Robot, y en usar un anime que no está orientado a las peleas (Shippu! Iron Leaguer). Además, Kanzen Shouri Daiteioh, que nunca fue estrenado como anime luego de su episodio piloto, fue producido totalmente para este juego. Series debutantes: New Getter Robo, Jushin Liger, NG Knight Lamune & 40, Genki Bakuhatsu Ganbaruger, Nekketsu Saikyo Gosaurer, Kanzen Shouri Daiteioh, Shippu! Iron Leaguer, Haō Taikei Ryū Knight

### Sony PlayStation Portable
- Super Robot Taisen MX Portable (19 de diciembre de 2005): Remake del SRWMX de la PS2.
- Super Robot Taisen Advance Portable (19 de junio de 2008): Remake del SRWA de la GBA.
- Super Robot Taisen Z 2 (14 de abril de 2011): Continuación del SRWZ de PS2. Su mayor novedad es la aparición de series como Tengen Toppa Gurren Lagann, Code Geass, Gundam 00, Armored Trooper Votoms, etc.
- Super Robot Taisen Z 2: Regeneration Chapter: Continuación de su homólogo con el mismo nombre, donde complementa las historias del primero, ejemplo la segunda temporada de Code Geass y Gundam 00, etc.

### Telefonía móvil (FOMA)
- Super Robot Taisen i (en desarrollo): Un remake del SRW Advance.

### Nintendo DS
- Super Robot Taisen W (1 de marzo de 2007). Series debutantes:Detonator Orgun, Full Metal Panic the 2th raid, Gundam SEED Astray, Gundam SEED X Astray, Tekkaman Blade II, Golion.

- Super Robot Wars OG Saga: Endless Frontier (28 de abril de 2009 en EUA): Juego RPG al estilo Final Fantasy, no estratégico, que incluye personajes de NamcoXCapcom y Monolith Soft como Xenosaga entre otros tantos.

- Super Robot Wars OG Saga: Endless Frontier EXCEED: Continuación de Endless Frontier, corrección de errores de F.Gauge. Solo se incluyeron personajes y Mechas de Banpresto.

- Super Robot Taisen K (2 de abril de 2009) Presenta un sistema de parejas similar al sistema de escuadrones de la saga Alpha y Z. Uno de los pocos juegos en no presentar la saga Getter Robot, así como solo una saga de Gundam (SEED). Series debutantes: Fafner of the Azure, Gundam SEED C.E.73 Stargazer, Gaiking Legend of Daiku Maryu, Koutetsushin Jeeg, Zoids Genesis, Gun X Sword, Godannar, Godannar 2nd season.
- Super Robot Gakuen (27 de agosto de 2009). "Spin-off" al estilo del SRW Link Battler. Contiene todas las series incluidas en los SRW J, W y K, así como el Compatible Kaiser de Super Robot Taisen: Original Generations/ Gaiden.
- Super Robot Taisen OG Saga: Masou Kishin – The Lord of Elemental (27 de mayo de 2010): Remake de la versión de SNES, pero cuya historia está adaptada para el universo Original Generation.
- Super Robot Taisen L (25 de noviembre de 2010). Series debutantes: Rebuild of Evangelion 1 & 2, Fight! Iczer One, Iczer Reborn, Jūsō Kikō Dancouga Nova, Macross Frontier, Linebarrels of Iron.

### Xbox 360
- Super Robot Taisen XO (30 de noviembre de 2006): Un remake del SRW GC, con algunas cuantas mejoras.

### Nintendo 3DS
- Super Robot Wars UX (14 de marzo de 2013) Debutan por primera vez la ova de Mazinkaiser SKL y la película de Gundam 00

- "'Super Robot Wars BX"' (20 de agosto de 2015)  Debutan Giant Gorg, Panzer World Galient, SD Gundam Gaiden, 30 Macross: Voices across the Galaxy, Mobile Suit Gundam Age.

### Sony Playstation 3
- Dainiji Super Robot Taisen OG (29 de noviembre de 2012)
- Super Robot Taisen OG Saga Masou Kishin III - Pride of Justice (22 de agosto de 2013)
- Super Robot Wars OG Dark Prison (28 de noviembre de 2013) DLC japonés codesarrollado por Tose , BB Studio y publicado por Bandai Namco Games. Estuvo disponible por primera vez como un código de producto por tiempo limitado incluido con ellanzamiento de la edición limitada de Super Robot Wars OG Infinite Battle. El juego sigue la historia de Shu Shirakawa después de los eventos de Super Robot Wars OG Gaiden , que tienen lugar durante el incidente de invocación de La Gias .
- Super Robot Wars Z III (10 de abril de 2014) Continuación de los SRWZ 2 de PSP, junto con la versión para PSV
- Super Robot Taisen OG Saga: Masou Kishin F - Coffin of the End (28 de agosto de 2014)
- Super Robot Wars ZIII: Tengoku-hen (2 de abril de 2015) Continuación que sigue a SRW -Z3: Chrono Prison como la tercera y última secuela de la Serie Z dividida en partes separadas.
- Super Robot Wars OG: Moon Dwellers (5 de agosto de 2016) Este es uno de los primeros títulos del 25 aniversario de Super Robot Wars el cual llega a ser el cuarto en llegar en inglés y el cual incluye a las unidades de SRW J y GC junto a las de Endless frontier. Como sugiere el nombre, el enfoque principal del juego será adaptar la historia de Super Robot Wars J , así como Super Robot Wars GC . Haken Browning de la serie Endless Frontier también hace acto de presencia.

### Sony Playstation Vita
- Super Robot Wars Z 3 (10 de abril de 2014) Continuación de los SRWZ 2 de PSP, junto con la versión para PS3

### Sony Playstation 4
- Super Robot Wars V (23 de febrero de 2017) El segundo título del proyecto 25 aniversario de SRW, este es el primer SRW no OG que estará traducido al inglés volviendo al mapa 3D, y mostrando nuevas modalidades e incluyendo nuevas series y regresos como el regreso de ZZ Gundam y el regreso de Crossbone Gundam, también presentándonos a un nuevo Brave, en lugar de Gaogaigar, Brave Express Might Gaine hace debut, junto al manga de Shin Mazinger Zero, y aparece Space Battleship Yamato 2199.

## Continuidad
Aunque la gran mayoría de SRW son juegos auto-conclusivos, cuyas historias involucran tan solo las de los anime que aparecen en los juegos, mas no la de los otros SRW, existen tres grandes “continuidades” que poseen una historia común dentro de la saga SRW.
- Continuidad Clásica:

Se podría dividir en dos versiones, la primera SRW 2, 3, EX y 4. Agregando que SRW Gaiden: Masoukishin LOE divide sus eventos en antes de SRW 2 y después de SRW 4. esta es la primera línea o continuidad, se le suele llamar Oldverse
La segunda versión del llamado Oldverse es básicamente la misma con unos cambios al final, nuevamente la primera mitad de Masoukishin LOE, SRW 2, 3, EX y SRW4 es reemplazado por SRWF y F Final, para terminar con la segunda parte de SRW Gaiden: MLOE , si bien SRW2g para la GB debiera reemplazar los hechos en SRW2, se le considera no canónico a causa de diversas inconsecuencias con el resto de la línea temporal, además no fue incluido en esa forma en SRW Complete Box (en su lugar si fue incluido el SRW2 original)
- Continuidad Alpha:

También conocida como Alphaverse, es la segunda saga y una de las más populares, además de ser realizada completamente por Banpresto sin el soporte de Winkysoft, empresa más pequeña que había realizado la producción general de todos los juegos previos. Está compuesta por SRW Alpha, Alpha Gaiden, Alpha 2 y Alpha 3. La trama de SRW Gaiden: MLOE es casi perfectamente adaptable al Alphaverse gracias a algunos detalles mostrados en Alpha y Alpha Gaiden, ocurriendo los hechos de SRW Gaiden: MLOE como se ha dicho, divididamente, antes de Alpha en su primera parte y tras Alpha Gaiden su segunda parte.
- Continuidad Original Generation:

También conocida como OGverse. De momento lleva tres juegos, OG, OG 2, OGs y OG: Gaiden. Original Generations 2.5 es un Retcon de los tres OVAs de The Animation, al incluir datos para soportar su trama en incluirla, además ha sido adaptado para incluir los arreglos hechos a la trama en el anime Divine Wars. La primera parte de The Lord of Elemental ocurriría antes que el primer SRW OG y obviamente antes de SRW OGs.

### Anime
El anime Super Robot Wars OG Divine Wars consta de 25 episodios que fueron emitidos por TV Tokyo y animada por Oriental Light and Magic. Se estrenó en el canal estadounidense Toku en enero del 2016.
También en 2011 se emitió una serie de 26 episodios llamada Super Robot Wars Original Generation: The Inspector basada en el juego Super Robot Wars: Original Generation 2, tratándose de una secuela de Divine Wars. Fue emitida por TV Tokio y producida por Asahi Production.
También existe una secuela, un OVA llamado Super Robot Wars Original Generation - The Animation producida por Bandai Visual, el cual se basa en algunos eventos y escenas encontrados en el juego Super Robot Wars Original Generation Gaiden. Aunque fue transmitida después de Divine Wars, por cronología esta se localizaría después de las dos series mencionadas anteriormente.

## Listado de Series Anime que han hecho aparición en Super Robot Wars
- Acrobunch
- Aura Battler Dunbine
  - OVA
- Aquarion
- Armored Trooper VOTOMS
- Baldios
- Betterman
- The Big O
- Blue Comet SPT Layzner
- Brain Powerd
- Brave Raideen (Yuusha Raideen)
- Code Geass
  - Code Geass - Hangyaku no Lelouch
  - Code Geass - Hangyaku no Lelouch R2
- Combat Mecha Xabungle
- Cyber Troopers Virtual On
  - Cyber Troopers Virtual On: Oratorio Tangram
  - Cyber Troopers Virtual On: Marz
- Dai-Guard
- Dangaioh
- Detonator Orgun
- Demon Dragon of the Heavens Gaiking
- Demon God of War Goshogun
- Eldran Trilogy
  - Zettai Muteki Raijin-Oh
  - Genki Bakuhatsu Ganbaruger
  - Nekketsu Saikyo Gosaurer
- Eureka Seven
  - Kōkyō Shihen Eureka Seven: Pocket ga Niji de Ippai
- Fafner in the Azure
- Full Metal Panic!
  - Full Metal Panic? Fumoffu
  - Full Metal Panic the 2th raid
- Future Robo Daltanius
- Gear Fighter Dendoh
- Getter Robo
  - Getter Robo G
  - Shin Getter Robo (Original)
  - Shin Getter Robo The Last Day (OVA Anime)
  - Shin Getter Robo vs Neo Getter Robo (OVA Anime)
  - New Getter Robo (Anime)
- Giant Robo
- Godannar
  - Godannar 2nd season
- Gravion
  - Gravion Zwei
- Gundam
  - Mobile Suit Gundam (Kidou Senshi Gundam)
  - Mobile Suit Gundam: The 08th MS Team
  - Mobile Suit Gundam 00
    - Mobile Suit Gundam 00 the Movie: A Wakening of the Trailblazer

  - Mobile Suit Gundam 0080: War in the Pocket
  - Mobile Suit Gundam 0083: Stardust Memory
  - Mobile Suit Zeta Gundam
  - Gundam Sentinel
  - Mobile Suit Gundam Double Zeta
  - Mobile Suit Gundam: Char's Counterattack
  - Mobile Suit Gundam F90
  - Mobile Suit Gundam F91
  - Mobile Suit Gundam Unicorn
  - Mobile Suit Gundam Wing
    - New Mobile Report Gundam Wing: Endless Waltz

  - Crossbone Gundam
  - Mobile Suit Victory Gundam
  - Mobile Fighter G Gundam
  - After War Gundam X
  - ∀ Gundam (Turn A Gundam)
  - Mobile Suit Gundam SEED
    - Gundam SEED Astray
    - Gundam SEED X Astray
    - Gundam SEED Destiny
    - Gundam SEED Destiny C.E. 73 Stargazer
- GunxSword
- Haō Taikei Ryū Knight
- Hades Project Zeorymer
- Heavy Metal L-Gaim
- Heroman
- Iron-Man 28
- Invincible Steel Man Daitarn 3
- Invincible Super Man Zambot 3
- J9 Trilogy:
  - Ginga Senpuu Braiger
  - Ginga Reppuu Baxinger
  - Ginga Shippu Sasuraiger
- Jushin Liger
- Kanzen Shouri Daiteioh,
- King of Braves GaoGaiGar (Yuusha Oh GaoGaiGar)
  - King of Braves GaoGaiGar FINAL (Yuusha Oh GaoGaiGar FINAL)
- Linebarrels of Iron
- Machine Robo: Revenge of Cronos
- Magic Knight Rayearth
- Martian Successor Nadesico
  - Martian Successor Nadesico: The Prince of Darkness
- Mashin Eiyuuden Wataru
- Mazinger
  - Mazinger Z
  - Great Mazinger
  - UFO Robo Grendizer
  - Mazinger (Películas)
  - Mazinkaiser (Original)
    - Mazinkaiser (OVA Anime)
    - Mazinkaiser vs Ankoku Daishogun (OVA Película)
    - Mazinkaiser SKL (OVA Anime)

  - Shin Mazinger Shōgeki! Z Hen
  - Shin Mazinger Zero (Manga)
- Mechander Robo
- Megazone 23
  - Part II
- Metal Armor Dragonar
- Muteki Robo Trider G7
- Neon Genesis Evangelion
  - The End of Evangelion
  - Rebuild of Evangelion
    - Evangelion 1.0 You Are (Not) Alone
    - Evangelion 2.0 You Can (Not) Advance
    - Evangelion 3.0 You Can (Not) Redo
- NG Knight Lamune & 40
- Ninja Senshi Tobikage
- Overman King Gainer
- RahXephon
- Saikyo Robo Daioja
- Shippu! Iron Leaguer
- Six God Combination Godmars
- Space Emperor God Sigma
- Space Runaway Ideon
- Space Knight Tekkaman Blade (Uchuu no Kishi Tekkemen Blade)
  - Tekkaman Blade II (Uchuu no Kishi Tekkemen Blade)
- Steel Jeeg (Kotetsu Jeeg)
  - Kotetsushin Jeeg
- Super Bestial Machine God Dancougar
  - Requiem
  - God Bless
- Tengen Toppa Gurren Lagann
- The Super Dimension Fortress Macross
  - The Super Dimension Fortress Macross: Do You Remember Love?
  - Macross Plus
  - Macross 7
- "Trilogía Romántica" de Tadao Nagahama:
  - Super Electromagnetic Robot Combattler V (Choudenji Robo Combattler V)
  - Super Electromagnetic Machine Voltes V (Choudenji Machine Voltes V)
  - Brave Leader Daimos (Tosho Daimos)
- Top o Nerae! Gunbuster
- Tenkuu no Escaflowne
- Voltron
- Zoids
  - Zoids Chatic Century/Guardian Force
  - Zoids New Century/Zero
  - Zoids Fuzors
  - Zoids Genesis
- Banpresto Originals
  - Masō Kishin The Lord of Elemental
  - Chōki Taisen SRX
  - G-Breaker (Originalmente apareció en la saga Sunrise Eiyuutan, un juego de estrategia que solo incluía series creadas originalmente por Sunrise)